# Bibiocephala maxima
Bibiocephala maxima är en tvåvingeart som beskrevs av Brodskij 1954. Bibiocephala maxima ingår i släktet Bibiocephala och familjen Blephariceridae.
Artens utbredningsområde är Kazakstan. Inga underarter finns listade i Catalogue of Life.